# Universidade de Meiji
A Universidade de Meiji (明治 大学) é uma universidade privada localizada em Tóquio, Japão. É uma das maiores e mais prestigiadas universidades do Japão. Foi fundada em 1881 por três advogados da era Meiji: Tatsuo Kishimoto, Kozo Miyagi e Misao Yasiro. A Universidade possui nove faculdades com um total de aproximadamente 33 mil alunos em três campi: Ochanomizu, Izumi e Ikuta. A universidade é uma das universidades do projeto "Global 30" do Ministério da Educação, Cultura, Esportes, Ciências e Tecnologia do Japão (MEXT), que, a partir de 2014, é chamado de Programa de Super Universidades Globais.

## Organização
As escolas da Universidade são de Direito, Comércio, Ciência Política e Economia, Artes e Letras, Ciência e Tecnologia, Agricultura, Negócios e Administração; e Comunicação. Todas, exceto a última, têm escolas de pós-graduação.

### Faculdades e departamentos

#### Faculdade de Direito
- Departamento de Direito[3]

#### Faculdade de Comércio
- Departamento de Comércio[4]

#### Faculdade de Ciência Política e Economia
- Departamento de Ciência Política[5]
- Departamento de Economia
- Departamento de Administração Regional

#### Faculdade de Artes e Letras
- Departamento de Literatura[6]
- Departamento de História e Geografia
- Departamento de Psicologia Social

#### Faculdade de Ciência e Tecnologia
- Departamento de Engenharia Elétrica[7]
- Departamento de Eletrônica e Engenharia de Comunicação
- Departamento de Engenharia Mecânica
- Departamento de Engenharia de Precisão
- Departamento de Arquitetura
- Departamento de Química Industrial
- Departamento de Ciência da Informação
- Departamento de Matemática
- Departamento de Física

#### Faculdade de Agricultura
- Departamento de Agricultura[8]
- Departamento de Economia Agrícola
- Departamento de Química Agrícola
- Departamento de Ciências da Vida

#### Faculdade de Administração de Empresas
- Departamento de Administração de Empresas[9]
- Departamento de Contabilidade
- Departamento de Gestão Pública

#### Faculdade de Informação e Comunicação
- Departamento de Informação e Comunicação[10]

#### Faculdade de Estudos Globais Japoneses
- Departamento de Estudos Globais Japoneses[11]

### Escolas de pós-graduação
- Escola de Pós-Graduação em Direito[12]
- Escola de Pós-Graduação em Comércio
- Escola de Pós-Graduação em Ciência Política e Economia
- Escola de Pós-Graduação em Administração de Negócios
- Escola de Pós-Graduação em Artes e Letras
- Escola de Pós-Graduação em Ciências e Tecnologia
- Escola de Pós-Graduação em Agricultura
- Escola de Pós-Graduação em Governança
- Escola de Pós-Graduação em Contabilidade Profissional
- Escola de Pós-Graduação em Ciências Matemáticas Avançadas[13]

## Vida no campus
A universidade possui um museu, e em 2009 foi anunciada a abertura de um memorial dedicado ao anime e manga que incluirá centros de pesquisa internacionais que hospedem estudantes japoneses e internacionais, bem como uma grande qualidade de artefatos sobre o assunto.
A Universidade de Meiji também possui equipes bem sucedidas de beisebol, rugby e judo.

## Popularidade e seletividade
Os graduados da Universidade de Meiji gozam de sucesso nas indústrias japonesas. De acordo com os rankings de The Weekly Economist de 2010, os seus graduados têm a 35ª melhor taxa de emprego em quatrocentas grandes empresas. Em relação ao número de deputados que se formaram, a Universidade de Meiji é a número 6º no Japão. 
Devido à alta porcentagem de advogados graduados, a faculdade de direito é considerada uma das melhores escolas de direito japonesas, uma vez que o a posição de candidatos bem sucedidos de Meiji para o exame japonês (bar) foi 14º e 20º em 2009 e 2010, respectivamente.
O Eduniversal classificou Meiji como o 4º no ranking de "Excelentes Escolas de Negócios a nível nacional e / ou com ligações continentais" no Japão. 
Alguns dos famosos diplomados desta universidade são o diretor de cinema Takeshi Kitano, os ex-primeiros-ministros Takeo Miki e Tomiichi Murayama; o chinês Zhou Enlai, o cantor e ator Tomohisa Yamashita, a atriz Keiko Kitagawa, o futebolista Yūto Nagatomo. Entre os graduados também estão: Masatoshi Koshiba, Yuzo Takada, Tatsuro Yamashita, Kazufumi Miyazawa, Sohn Kee-Chung, e Yuto Nagatomo.